# Liv Jessen
Liv Jessen (Sandefjord, 21 de septiembre de 1947) es una trabajadora social noruega y jefa de Pro Centre en Oslo, que ha trabajado durante muchos años en temas relacionados con la prostitución.
En 2004 ganó el premio de Derechos Humanos de Amnistía Internacional de Noruega, en 2007 recibió el Premio de Igualdad de la Confederación de Sindicatos Profesionales , y en 2013 la Medalla del Rey de Mérito.